# Ася (опера)
«Ася» — опера («лирические сцены») М. М. Ипполитова-Иванова 3 действиях (5 картинах) по одноимённой повести И. С. Тургенева. Автор либретто Н. А. Маныкин-Невструев. Опера была впервые поставлена 28 сентября 1900 года в Москве Товариществом русской частной оперы в здании театра Солодовникова. Художником первой постановки был М. А. Врубель. Партию Аси исполнила Е. Я. Цветкова, Гагина — В. П. Шкафер, NN — А. Н. Круглов, фрау Луизы — В. Н. Петрова-Званцева, студента-сеньора — А. В. Секар-Рожанский, старого бурша — М. В. Левандовский. В 1906 году в Москве состоялась новая постановка оперы в переработанной композитором редакции.
Композитор М. М. Ипполитов-Иванов вспоминал: «Чувства Аси меня глубоко волновали, и я писал свой лирические сцены, которые иначе никак не назовешь, с большой любовью, как ни одну другую из своих опер».

## Действующие лица
- Гагин — тенор
- Ася, его сестра — сопрано
- NN — баритон
- Фрау Луиза — меццо-сопрано
- Посетитель пивной — бас
- Ханхен, служанка — сопрано
- Сениор студенческой корпорации — тенор

Студенты, бурши, горожане, дети, музыканты, прислуга в гостинице.

## Либретто
Действие происходит в маленьком немецком городке на берегу Рейна в начале XIX века.

### Действие первое
Картина первая. Сад при гостинице, где происходит шумная студенческая вечеринка. Художник Гагин с сестрой Асей знакомятся с русским туристом NN. Гагин приглашает NN к себе на ужин.
Картина вторая. Дача на берегу Рейна, где живут Гагин и Ася. Гагин любуется видом и рассказывает NN, что Ася — незаконнорожденная сестра от связи его отца с крепостной. Ася кокетничает с NN. После его отъезда Ася взволнована, гость произвёл на неё сильное впечатление.

### Действие второе
Картина третья. Ася в своей комнате пишет NN, любовное письмо, в котором назначает свидание у часовни. Ася признаётся Гагину, что полюбила NN о страдает из-за этого. Она просит брата увезти её с собой — подальше от искушения. После ухода Гагина Ася пишет NN новое письмо, в котором назначает свидание в другом месте — у фрау Луизы.
Картина четвёртая. Загородный сад. Весёлый старый бурш ухаживает за грустной служанкой Ханхен. NN получил записку Аси и мечтает о своей любви к ней. Гагин, обеспокоенный волнением сестры, говорит «ведь вы не женитесь на ней».

### Действие третье
Картина пятая. Фрау Луиза в своей комнате вяжет чулок и поёт песенку про Лорелею. Входит Ася, и фрау Луиза уходит. Приходит NN. Вначале он нежно обнимает Асю, но затем осознаёт, что Гагин прав, и даёт понять девушке, что не женится на ней. Ася убегает со словами «Я не увижу больше вас». После ухода девушки NN охватывает тоска, он осознаёт, что страстно любит Асю.

## Критика
По мнению музыковеда С. А. Богуславского, Ася в опере выглядит более мечтательной и спокойной, чем в повести Тургенева. Богуславский также отмечал, что композитору удалось хорошо передать атмосферу провинциального немецкого городка, в особенности в бытовых танцах и студенческих песнях: «Через немецкий песенно-бытовой элемент „Ася“ сближается по характеру с шубертовской лирикой».
Критики (В. Е. Чешихин, С. А. Богуславский, А. А. Гозенпуд) солидарны в том, что «Ася» была сделана похожей на оперу «Евгений Онегин» П. И. Чайковского. Она получила такое же жанровое определение «лирические сцены». Характер тургеневской Аси был изменён, и она стала больше походить на Татьяну Чайковского.